# 百年戦争の背景
百年戦争の背景（ひゃくねんせんそうのはいけい）には様々な要因が挙げられるが、イングランド王とフランス王との歴史的な対立を軸とした、王権強化による国家の統一を目的とした利害の対立に、最終的にフランス王位継承問題が火をつけたものである。

## 抗争
百年戦争の遠因は、1066年のノルマン征服によりフランス諸侯であるノルマンディ公がイングランド王を兼ねたことにまで遡れるが、1154年にアンジュー伯アンリが母方からノルマンディー公兼イングランド王位を相続してプランタジネット朝を開き（イングランド王としてはヘンリー2世）、結婚によってアキテーヌ公国をも手に入れたことで、イングランド全土とフランスの西半分を占めるアンジュー帝国を作り上げたことが直接の原因である。
これによって、プランタジネット家はフランス王の臣下でありながら、フランス王より遥かに広大な所領を持ち、さらに隣国の王位を兼ねるという事態となり、元々イル・ド・フランスの王領地以外での権力基盤が弱かったフランスのカペー朝は危機に立たされた。この強大な勢力に対抗し、倒すことがカペー朝の歴代フランス王にとっての課題となったのである。

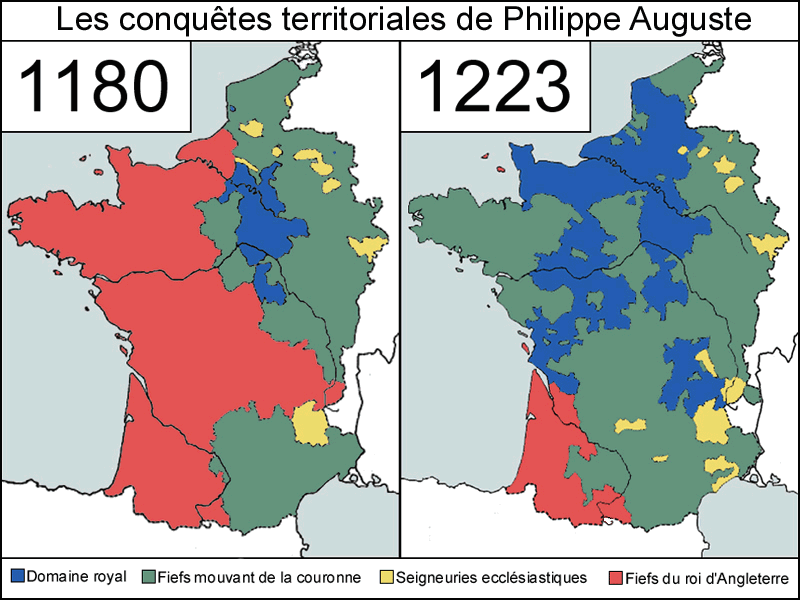
1180年と1223年のフランスにおけるプランタジネット朝の版図（赤)とフランス王領(青)、諸侯領（緑）、教会領(黄)

1203年にフランス王フィリップ2世は、プランタジネット家の内部対立を利用してジョン王からアキテーヌを除くフランス領土を接収することに成功した。さらにブービーヌの戦いの勝利により、これらの領土を確定した後、1215年に王太子ルイ（ルイ8世)は、イングランド諸侯の支持を受けて一時ロンドンを占領し戴冠を目前とした(第一次バロン戦争)。しかし、1216年にジョン王が急死し幼いヘンリー3世が即位すると、イングランド諸侯はヘンリー3世を支持したため失敗に終わった。ルイ8世はその後もイングランド征服を狙っていたが1226年に死去し、幼いルイ9世が即位した。これを好機として、既に成人していたヘンリー3世が二度にわたって、フランス領土奪回のための侵攻を行ったが共に失敗し、却って残っていたアキテーヌも占領された。しかし、ヨーロッパの平和を望むルイ9世は、イングランドとの抗争の終結を望み、1243年に平和条約を結び、ヘンリー3世が臣従の礼をとることでボルドーを中心としたアキテーヌの一部であるギュイエンヌとガスコーニュを返却した。

## 国家統一への動き
これによりイングランド･フランス間の平和は続き、イングランドはウェールズ、スコットランド、アイルランドなどブリテン諸島の支配に力を注ぎ、フランスは大陸の問題に集中した。しかし、国家統一への歩みの中でフィリップ4世が中央集権的な支配を確立するには、フランス王国にありながら独立的な地域である南のガスコーニュと北のフランドルを接収する必要があった。同時に毛織物によりヨーロッパ有数の産業地であり、フィリップ4世妃ジャンヌが、｢フランスでは王妃は私一人だが、この地では全ての女が王妃同様の暮らしをしている。」と言うほどだったフランドルとワインで豊かなボルドー地域を含むガスコーニュを有することは経済的にも重要であった。
しかし、フランドルは毛織物産業を通して羊毛産地のイングランドとの経済的関係が深く、フランドルをフランス王に直接支配されることはイングランドの経済にとって大きな脅威となった。またイングランド王の威信にかけて、大陸に残った最後の領土ガスコーニュを失うことは許されなかった。
1294年から始まるフランスとイングランドとの戦争はフランスがガスコーニュ、フランドルを接収しようとしたことに対するイングランドの抵抗と、イングランドの牽制のためにフランスがスコットランドと同盟（古い同盟）を結んだことからなるものであり、この構図はそのまま百年戦争の時まで続いたため、1294年を百年戦争を含む一連の戦争の始まりとする見方もある。
イングランド、フランスは共に小国の同盟者であるフランドル、スコットランドを見捨てて、1299年に休戦協定を結んだため、イングランドはスコットランド、フランスはフランドルの統合に一旦成功したが、それぞれ根強い抵抗（スコットランド独立戦争、金拍車の戦い）のため最終的に失敗した。

## 宗主権問題
中世の封建制度においては封建関係は領土ごとに結ばれるため複雑であり、また封建義務も緩やかであったため、ある領土の所有において君主が他の君主と封建的臣従関係を結ぶことは、さほど珍しくなかった。しかし封建義務違反は所領没収の口実となり、フィリップ2世は宗主権を盾にしてジョン王の大陸領土の大部分を没収し、その後もフランス王は残ったアキテーヌ／ガスコーニュに対して干渉を行った。
また、封建義務としてイングランド王はフランス王の戴冠式に出席しなければならなかったが、1314年のフィリップ4世の死後、14年間で5人の王が立ち、その度に出席を強いられた。費用や体面上の問題に加え、フランスを訪れる際にフランスに有利な交渉を迫られることもあり、イングランド王にとってガスコーニュの宗主権は苦痛になっていた。このためイングランドはガスコーニュの宗主権を含めた完全領有を目指すようになった。
フランスはその後もガスコーニュの接収を狙い、エドワード2世の治世でイングランドが混乱している時に、宗主権を盾に一旦ガスコーニュの接収に成功した。しかし、1328年にシャルル4世が亡くなりカペー朝が断絶し、代わってヴァロワ家のフィリップ6世が王位に就くと、エドワード3世の王位継承権と引き換えにボルドーの周辺をエドワード3世に返し、ガスコーニュ公として封建的臣従を誓わせた。

## 王位継承問題

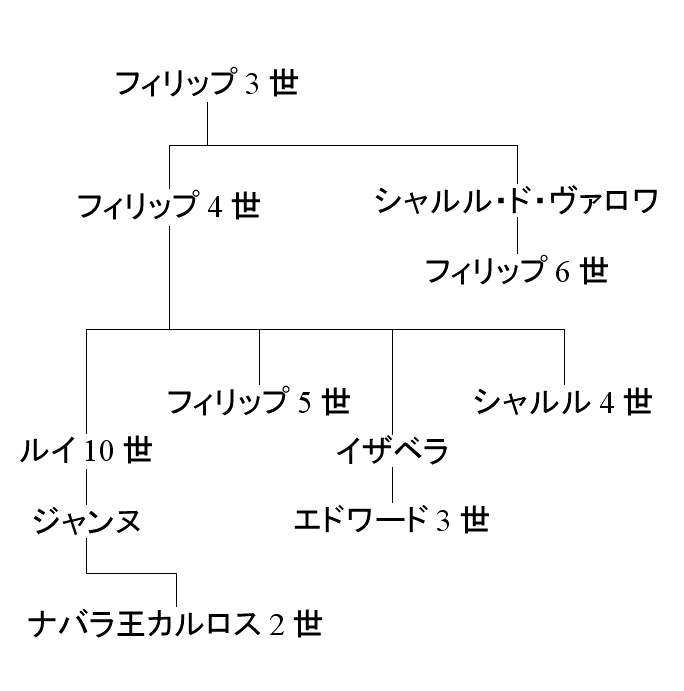
百年戦争前のフランス王家の家系図

1316年にルイ10世が亡くなった時、男子の跡継ぎがなく、唯一の女子(ジャンヌ）が王妃の不倫により王家の血を引いていないのではないかという疑惑が有ったため、女性の当主を認めないサリカ法典を理由にルイ10世の弟のフィリップ5世が王位を継承した。フィリップ5世にも女子はいたが男子は無く、弟のシャルル4世が跡を継いだが、シャルル4世にも男子が無いことで、再び後継問題が浮上した。フランス貴族の多数は、外国の君主がフランス王になることを好まず、男系の長系であるヴァロワ家のフィリップ（フィリップ6世）を選び、ジャンヌの系統やプランタジネット家に王位が渡ることを避けるために、サリカ法典をさらに拡大解釈し、女王のみならず女系の王位継承をも禁止した王位継承法を制定した。
当時のヨーロッパでは、男系優先ではあっても女系の継承権を認める慣習が主流であり、フィリップ4世の娘である母イザベラを通して女系の継承権を有するエドワード3世は異議を唱えたが、エドワード2世の廃位により混乱が続くイングランドの状況では、これを認めるしかなかった。
1337年におけるエドワード3世の王位継承権は決して非現実的なものではなかったが、既にフィリップ6世が即位して10年が経って既成事実化していること、女系を含めた継承権でもジャンヌの子であるナバラ王カルロス2世の方が優先することからも実現性は低かった。また、神聖ローマ皇帝やローマ教皇、その他の周辺諸国も強力なフランスが分割されて弱体化することは支持できても、イングランド、フランスを併せた強大な君主が誕生することは認められなかった。

## 両王の思惑

1330年、赤がイングランド王支配地ギエンヌ、ポンテュウ伯領、縞がアンジュー帝国の版図、線はワインや羊毛などの物資の流れ

エドワード3世が再びスコットランドの統合に乗り出すと、1334年にフランスが亡命してきたデイヴィッド2世を保護し支援する意図を見せたため、両国の関係は再び悪化した。
イングランドはこれまでの経験から、スコットランドを併合するにはフランスを叩いて手を引かせる必要があること、ガスコーニュを確保するには、イングランドからの支援なしに防衛できるだけのまとまった領土を宗主権ごと有する必要があることを学んでいた。
エドワード3世は度重なるスコットランドとの戦闘の勝利によりロングボウを中心とした軍事力に自信を深めており、王位継承権を大義名分としてアキテーヌの失った領土はもとより、ジョン王の時代に失ったアンジュー帝国時代の大陸領土を取り返すことを狙っていた。
一方、フランス王フィリップ6世も、優越する国力に自信を持っており、デイヴィッド2世をスコットランドに戻して牽制させながら、ガスコーニュを完全に併合し、フランス王国の支配を完成させることを目指していた。

## ヨーロッパの情勢
当時のローマ教皇は既にアヴィニョンに滞在し（アヴィニョン捕囚）、暗黙にフランス王を支持しており、中立的な調停者として権威を喪失していた。一方、神聖ローマ帝国では大空位時代は終わったものの、ハプスブルク家、ルクセンブルク家、ヴィッテルスバッハ家が交互に帝位についており、当時の皇帝ヴィッテルスバッハ家のルートヴィヒ4世 はローマ教皇と激しく対立し破門されていた。フランスはフランス王太子ジャン（後のジャン2世）と婚姻を結んだルクセンブルク家を支持していた。
こうした中で、エドワード3世はルートヴィヒ4世と同盟し、フィリップ6世はローマ教皇ベネディクトゥス12世の権威を利用しながら共に低地(ネーデルラント)諸侯の支持を得ようとしていた。